# 建三江湿地机场
建三江濕地機場是一個中國民用機場，位於黑龙江省佳木斯市富锦市七星農場七十八隊。2013年獲國務院批准立項，屬國內支線機場。
2016年4月5日，建三江湿地机场正式开工建设；2017年6月29日，建三江湿地机场试飞成功；2017年10月29日，建三江湿地机场正式通航。
2023年，建三江湿地机场共完成旅客吞吐量100941人次，同比增长269.3%，全国排名第215名；飞机起降4625架次，同比增长202.7%，全国排名第172位 。

## 技術資料
機場一期工程航站樓佔地面積3000平方米，飛行區按4C標準設計，站坪共設置4個機位，建設一條長2500米的跑道。同時，配套建設空管、供電、供水、供油、消防救援等輔助設施，工程總投資4.97億元人民幣。

## 航点
| 航空公司           | 目的地            |
| ------------------ | ----------------- |
| 中国国际航空（CA） | 哈尔滨、北京/首都 |
| 山东航空（SC）     | 大連、青島        |

| 濕地機場通航城市                               |
| ---------------------------------------------- |
| 濕地機場北京/首都青島大連哈爾濱 濕地機場航線 · |